# Dardo
Dardo je italské bojové vozidlo pěchoty, navržené jako náhrada za italskou armádou provozované transportéry M113. Stroj byl navržen a vyráběn na přelomu 70. a 80. let 20. století firmami OTO Melara a Iveco Fiat. Do služby byl zaveden roku 1998. Zatímco OTO Melara byla zodpovědná za výrobu palných zbraní a systémů řízení palby, Iveco měl na starosti konstrukci trupu a pohonných systémů. Všech 200 vozidel bylo vyrobeno pro italskou armádu, která se stala jediným uživatelem vozidla. Dardo bylo nasazeno v Afghánistánu, kde prokázalo své hodnoty jako vozidlo schopné bezpečně přepravit pěchotu i jako podpůrné vozidlo.

## Popis

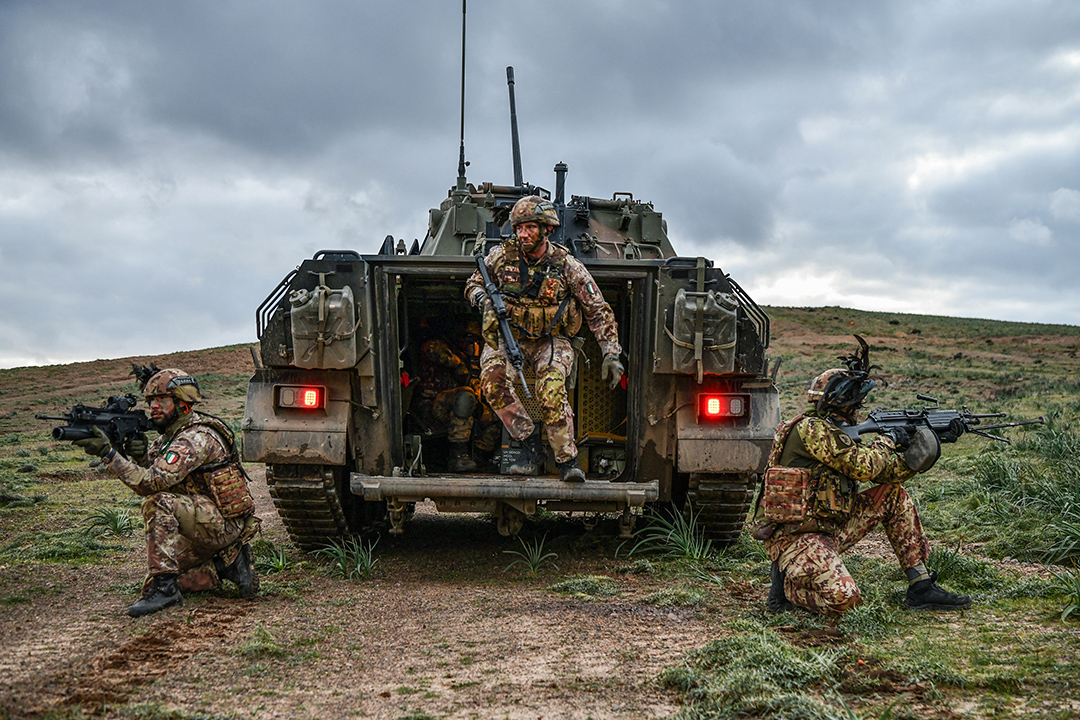
Vojáci opuští vozidlo Dardo

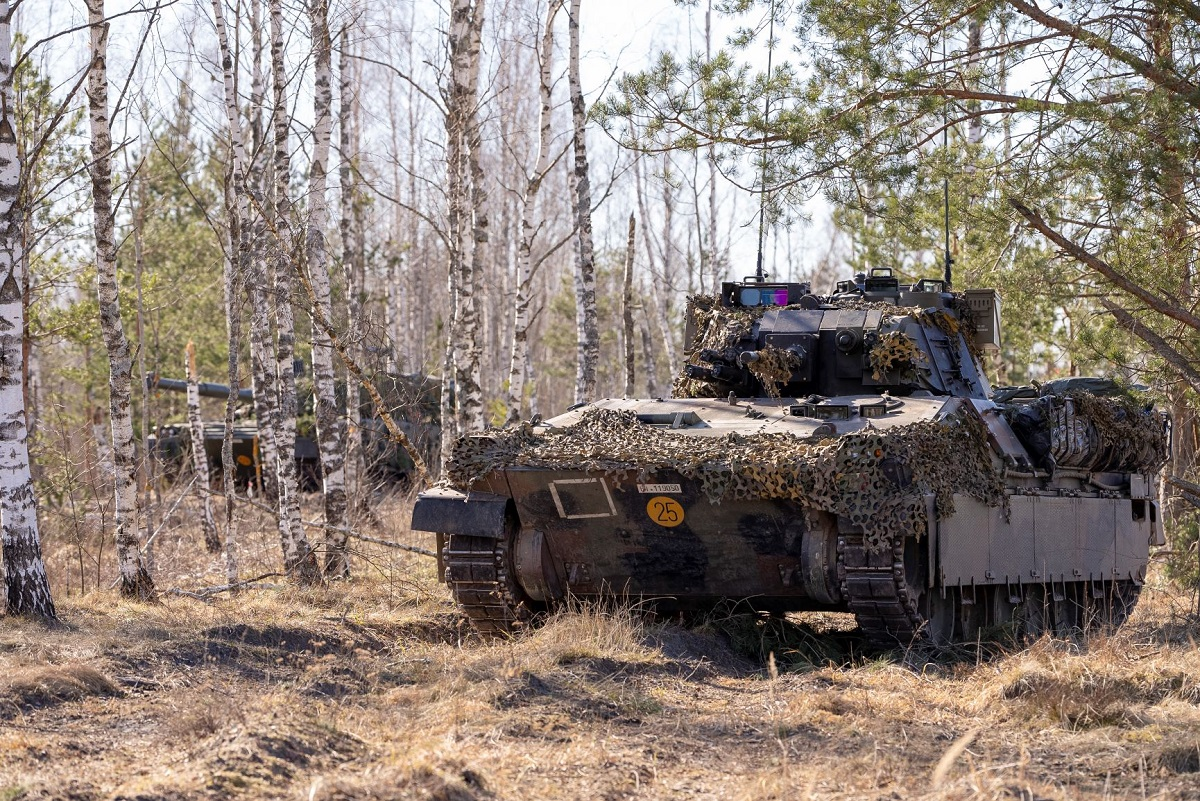
Vozidlo Dardo na cvičení v Lotyšsku v roce 2024

### Posádka
Osádku tvoří tři osoby: velitel, řidič, střelec. Velitel vozu je zároveň velitelem družstva a spolu s ním opouští vozidlo. Úkoly velitele po provedení výsadku přebírá střelec vozu.

### Výzbroj
Hlavní výzbroj tvoří automatický 25mm kanon Oerlikon KBA s kadencí 600 ran za minutu. Palebný průměr činí 200 ks (některé zdroje uvádějí až 400 ks). S kanonem je spřažen 7,62mm kulomet. Na bocích věže jsou umístěna dvě odpalovací zařízení pro protitankové řízené střely BGM-71 TOW. Pasivní ochranu vozidla zajišťuje osm výmetnic 80mm zadýmovacích granátů. Systém řízení palby pochází od společnosti Galileo Avionica.
Jediná sériově vyráběná verze je bojové vozidlo pěchoty s 25mm kanonem ve věži Hitfist, uvažuje se také o minometném vozu s 120mm minometem, ambulanci, vozidlu palebné podpory s 60mm kanonem, velitelském stanovišti nebo lehkém tanku se 105mm kanonem.

### Pancéřování
Pancéřování je vyrobeno z hliníkových slitin, které lze zesílit přídavnými ocelovými nebo keramickými bloky. Podle norem STANAG 4569 by mělo pancéřování odpovídat stupni 4 (odolné 14,5mm munici), resp. 5 (odolné 25mm munici). Na základě zkušeností z Bosny a Somálska se Italové rozhodli ponechat průzory a střílny v prostoru výsadku. Standardem je filtroventilační zařízení, které chrání osádku před účinky zbraní hromadného ničení.

## Uživatelé

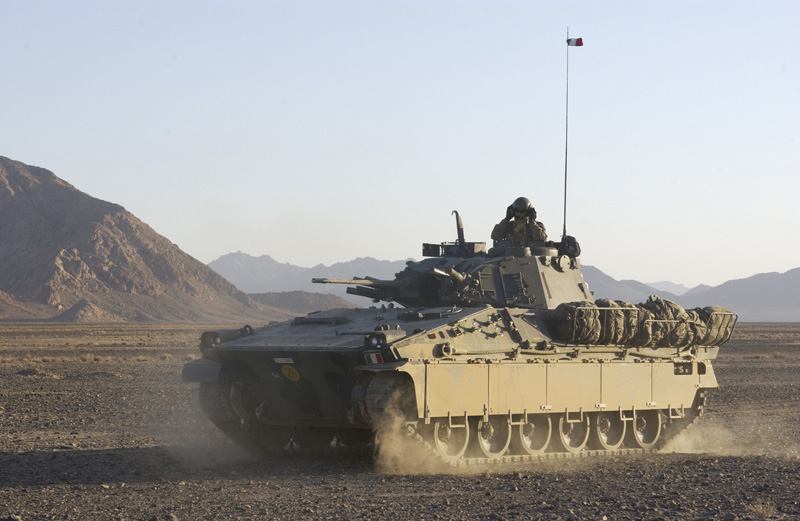
Dardo na patrole v Afghánistánu

- Itálie - 200 vozidel

## Takticko-technické údaje
- Bojová hmotnost: 23,5 t
- Brodivost: 1,5 m
- Výkon motoru: 382 kW
- Poměr výkonu k hmotnosti: 16,3 kW/t
- Převodovka: ZF, automatická, 4 stupně pro jízdu vpřed, 2 pro jízdu vzad
- Maximální rychlost: 70 km/h
- Dojezd: 600 km
- Osádka: 3
- Výsadek: 6